# 查尔斯·阿博特 (草地滚球运动员)
查尔斯·阿博特（英語：Charles Abbott，1867年—？），南非男子草地滚球运动员。他曾代表南非参加1934年大英帝国运动会草地滚球比赛，获得一枚铜牌。